# ASL Airlines France
ASL Airlines France, anteriormente denominada Europe Airpost, es una aerolínea con sede en París, Francia. La compañía efectúa por la noche vuelos de carga general y de correo para los servicios postales y distribución de periódicos; y de día, vuelos chárter al servicio de otras aerolíneas y operadores turísticos gracias a su flota de Boeings 737-300 QC ("Quick Change"), cuya configuración puede ser conmutada entre carga y pasajeros (y viceversa) en sólo 20 minutos. Su base principal es el Aeropuerto de París-Charles de Gaulle.

## Historia
Las raíces de la compañía aérea se pueden encontrar en los gloriosos días de la "Compagnie générale aéropostale" en 1927 que fue pionera en la entrega de correo entre Europa, África y América del Sur, con pilotos famosos como Jean Mermoz y Antoine de Saint-Exupéry. Originalmente fue parte de Air France desde 1947 luego operado en 1991 como Société d'exploitation aéropostale(SEA). Tomó el nombre actual en 2000, cuando comenzó a servicios en Francia propia para el servicio postal nacional (La Poste). El 14 de marzo de 2008, el grupo Air Contractors, de Irlanda, adquirió oficialmente la compañía. Las aeronaves conservan los mismos colores (librea, livery en inglés) e indicativo de radio (callsign). En marzo de 2007 tenía 400 empleados.

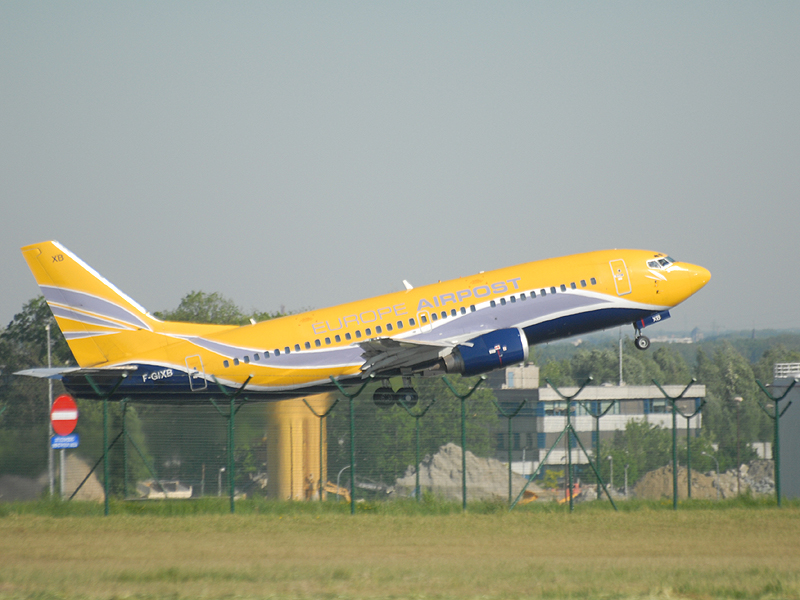
Boeing 737 de Europe Airpost en Bruselas.

## Flota
La flota de ASL Airlines France consta de las siguientes aeronaves (en junio de 2023):
| Aeronave       | En servicio | Órdenes |
| -------------- | ----------- | ------- |
| Boeing 737-300 | 2           | —       |
| Boeing 737-400 | 4           | —       |
| Boeing 737-700 | 1           | —       |
| Boeing 737-800 | 9           | —       |
| Total          | 16          | —       |

En junio de 2023, la edad media de la flota de ASL Airlines France era de 22.3 años.